# Бембри, Деандре
Деандре Пьер Бембри (англ. DeAndre' Pierre' Bembry; род. 4 июля 1994 года, Шарлотт, Северная Каролина, США) — американский профессиональный баскетболист, ранее выступавший в НБА за клуб «Милуоки Бакс». На студенческом уровне играл за команду университета Святого Иосифа. В 2016 году был назван игроком года на конференции Atlantic 10, став первым представителем «Хокс», получившим эту награду после Ахмада Нивинса в 2009 году. Два года подряд выбирался в первую сборную всех звёзд (2015, 2016) и один в сборную всех звёзд защиты конференции Atlantic 10 (2016). На третьем курсе набирал в среднем 17,5 очка и 7,6 подбора за игру. Был выбран на драфте НБА 2016 года в первом раунде под общим 21-м номером командой «Атланта Хокс».

## Карьера в старшей школе
Бембри посещал среднюю школу Роки-Ривер, а затем перешел в среднюю школу Святого Патрика, где он набирал в среднем 21,8 очка и 9 подборов в качестве старшего, заработал выбор в первую команду штата Нью-Джерси и был назван Игроком года округа Юнион-2013.

## Карьера в колледже

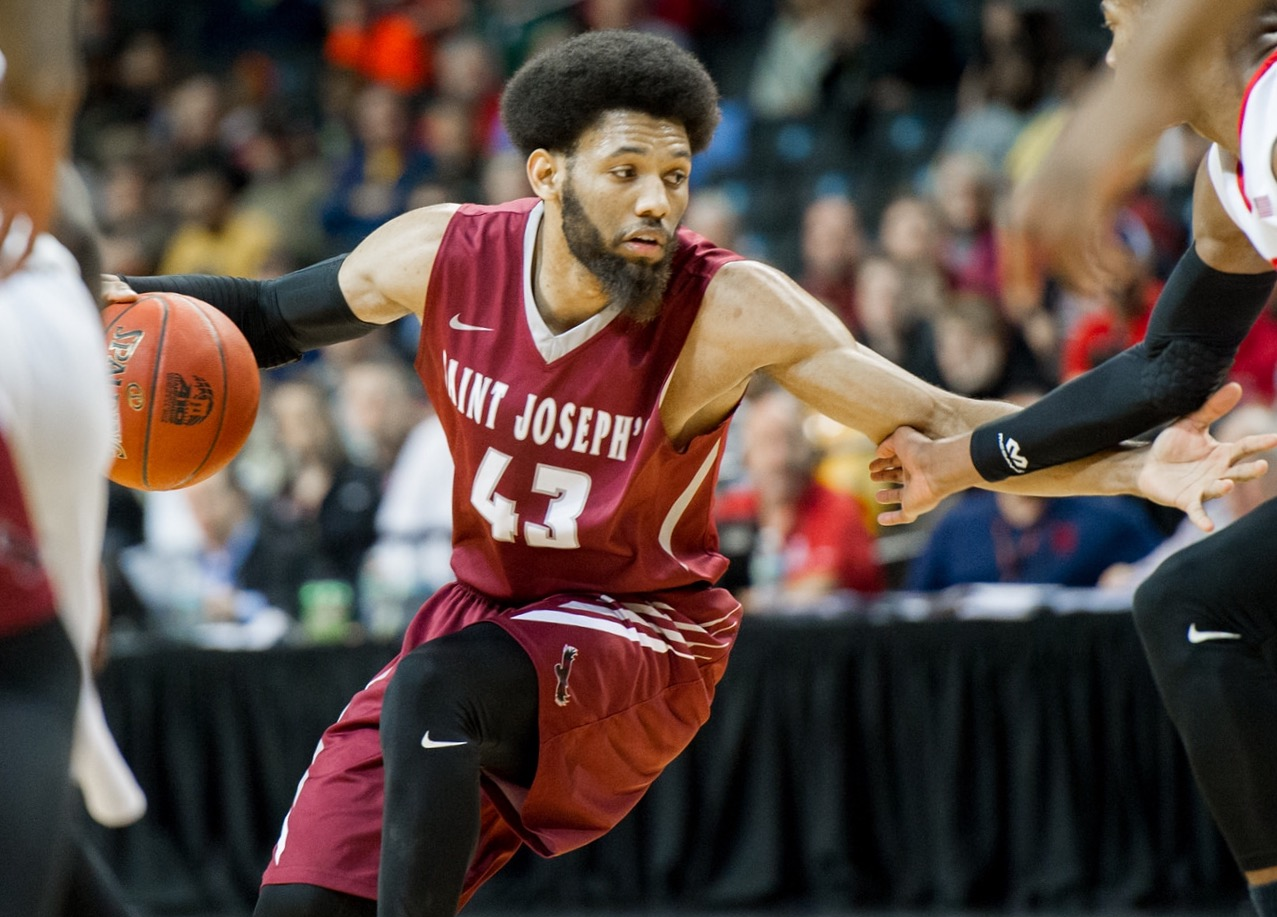
Деандре Бембри в составе команды университета Сент-Джозефс

Будучи первокурсником, Бембри получил награду Atlantic-10 Rookie of the Year и помог «Ястребам Святого Иосифа» к их первой позиции на турнире NCAA с 2008 года, выиграв чемпионат конференции. В команду также входили будущий защитник НБА Лэнгстон Галлоуэй, а также Рональд Робертс и Халил Каначевич.
Во втором сезоне Бембри «Ястребы» боролись из-за потери четырех старших. Тем не менее, Бембри был ярким пятном, поскольку он возглавлял команду по результативности (17,7 очков), подборов (7,7), передач (3,6) и перехватов (1,9). Он также был включен в первую команду конференции A-10.
Будучи юниором, Бембри снова был включен в состав первой команды All-Conference A-10, и он получил награду Atlantic-10 Player of the Year. Он привел «Ястребов» ко второму первенству NCAA через 3 года после победы на чемпионате конференции. В титульном матче против VCU Бембри был на высоте, набрав 30 очков при чрезвычайной эффективности бросков 13 из 16.

## Профессиональная карьера
23 июня 2016 года Бембри был выбран «Атланта Хокс» под 21-м номером драфта НБА 2016 года. 15 июля 2016 года он подписал контракт новичка с «Атланта Хокс». Дебютировал в НБА в открытии сезона 114-99 «Хокс» над «Вашингтон Уизардс» 27 октября 2016 года, набрав два очка и один подбор за две минуты вне скамейки запасных. В феврале 2017 года у него дважды был рекорд сезона — 10 очков. В течение своего сезона новичка у него было несколько игр за команду Salt Lake City Stars Лиги развития НБА, согласно правилу «flexible assignment rule».
13 сентября 2017 года Бембри выбыл на срок от четырех до шести недель после того, как получил напряжение правого трицепса. 5 января 2018 года у него была деформация левой приводящей мышцы, из-за которой он был исключен на остаток месяца.
24 октября 2018 года Бембри сделал рекордные в карьере 16 подборов за 29 минут в победе со счетом 111—104 над «Даллас Маверикс».

## Семья
За две недели до драфта НБА 2016 года младший брат Бембри, Адриан, был застрелен возле многоквартирного дома в Шарлотт, пытаясь прекратить драку. Бембри носит майку номер 95 в честь своего брата, который родился в 1995 году.

## Статистика

### Статистика в НБА
| Сезон                                                                                    | Команда | Регулярный сезон | Регулярный сезон | Регулярный сезон | Регулярный сезон | Регулярный сезон | Регулярный сезон | Регулярный сезон | Регулярный сезон | Регулярный сезон | Регулярный сезон | Регулярный сезон | Серия плей-офф | Серия плей-офф | Серия плей-офф | Серия плей-офф | Серия плей-офф | Серия плей-офф | Серия плей-офф | Серия плей-офф | Серия плей-офф | Серия плей-офф | Серия плей-офф |
| Сезон                                                                                    | Команда | GP               | GS               | MPG              | FG%              | 3P%              | FT%              | RPG              | APG              | SPG              | BPG              | PPG              | GP             | GS             | MPG            | FG%            | 3P%            | FT%            | RPG            | APG            | SPG            | BPG            | PPG            |
| ---------------------------------------------------------------------------------------- | ------- | ---------------- | ---------------- | ---------------- | ---------------- | ---------------- | ---------------- | ---------------- | ---------------- | ---------------- | ---------------- | ---------------- | -------------- | -------------- | -------------- | -------------- | -------------- | -------------- | -------------- | -------------- | -------------- | -------------- | -------------- |
| 2016/17                                                                                  | Атланта | 38               | 1                | 9,8              | 48,0             | 5,6              | 37,5             | 1,6              | 0,7              | 0,2              | 0,1              | 2,7              | Не участвовал  | Не участвовал  | Не участвовал  | Не участвовал  | Не участвовал  | Не участвовал  | Не участвовал  | Не участвовал  | Не участвовал  | Не участвовал  | Не участвовал  |
| 2017/18                                                                                  | Атланта | 26               | 3                | 17,5             | 41,4             | 36,7             | 57,6             | 2,8              | 1,9              | 0,8              | 0,5              | 5,2              | Не участвовал  | Не участвовал  | Не участвовал  | Не участвовал  | Не участвовал  | Не участвовал  | Не участвовал  | Не участвовал  | Не участвовал  | Не участвовал  | Не участвовал  |
| 2018/19                                                                                  | Атланта | 82               | 15               | 23,6             | 44,6             | 28,9             | 64,0             | 4,4              | 2,5              | 1,3              | 0,5              | 8,4              | Не участвовал  | Не участвовал  | Не участвовал  | Не участвовал  | Не участвовал  | Не участвовал  | Не участвовал  | Не участвовал  | Не участвовал  | Не участвовал  | Не участвовал  |
| 2019/20                                                                                  | Атланта | 43               | 4                | 21,3             | 45,6             | 23,1             | 54,2             | 3,5              | 1,9              | 1,3              | 0,4              | 5,8              | Не участвовал  | Не участвовал  | Не участвовал  | Не участвовал  | Не участвовал  | Не участвовал  | Не участвовал  | Не участвовал  | Не участвовал  | Не участвовал  | Не участвовал  |
|                                                                                          | Всего   | 189              | 23               | 19,4             | 44,8             | 26,9             | 59,2             | 3,4              | 1,9              | 1,0              | 0,4              | 6,2              | Не участвовал  | Не участвовал  | Не участвовал  | Не участвовал  | Не участвовал  | Не участвовал  | Не участвовал  | Не участвовал  | Не участвовал  | Не участвовал  | Не участвовал  |
| Наведите курсор мыши на аббревиатуры в заголовке таблицы, чтобы прочесть их расшифровку. |         |                  |                  |                  |                  |                  |                  |                  |                  |                  |                  |                  |                |                |                |                |                |                |                |                |                |                |                |

### Статистика в Джи-Лиге
| Сезон                                                                                    | Команда              | Регулярный сезон | Регулярный сезон | Регулярный сезон | Регулярный сезон | Регулярный сезон | Регулярный сезон | Регулярный сезон | Регулярный сезон | Регулярный сезон | Регулярный сезон | Регулярный сезон | Серия плей-офф | Серия плей-офф | Серия плей-офф | Серия плей-офф | Серия плей-офф | Серия плей-офф | Серия плей-офф | Серия плей-офф | Серия плей-офф | Серия плей-офф | Серия плей-офф |
| Сезон                                                                                    | Команда              | GP               | GS               | MPG              | FG%              | 3P%              | FT%              | RPG              | APG              | SPG              | BPG              | PPG              | GP             | GS             | MPG            | FG%            | 3P%            | FT%            | RPG            | APG            | SPG            | BPG            | PPG            |
| ---------------------------------------------------------------------------------------- | -------------------- | ---------------- | ---------------- | ---------------- | ---------------- | ---------------- | ---------------- | ---------------- | ---------------- | ---------------- | ---------------- | ---------------- | -------------- | -------------- | -------------- | -------------- | -------------- | -------------- | -------------- | -------------- | -------------- | -------------- | -------------- |
| 2016/17                                                                                  | Солт-Лейк-Сити Старз | 6                | 5                | 31,5             | 54,1             | 37,5             | 55,0             | 6,3              | 3,5              | 1,5              | 1,0              | 16,2             | Не участвовал  | Не участвовал  | Не участвовал  | Не участвовал  | Не участвовал  | Не участвовал  | Не участвовал  | Не участвовал  | Не участвовал  | Не участвовал  | Не участвовал  |
| 2017/18                                                                                  | Эри Бэйхокс          | 4                | 3                | 26,3             | 48,7             | 0,0              | 63,6             | 6,3              | 3,0              | 2,3              | 0,3              | 11,3             | Не участвовал  | Не участвовал  | Не участвовал  | Не участвовал  | Не участвовал  | Не участвовал  | Не участвовал  | Не участвовал  | Не участвовал  | Не участвовал  | Не участвовал  |
|                                                                                          | Всего                | 10               | 8                | 29,4             | 52,2             | 30,0             | 58,1             | 6,3              | 3,3              | 1,8              | 0,7              | 14,2             | Не участвовал  | Не участвовал  | Не участвовал  | Не участвовал  | Не участвовал  | Не участвовал  | Не участвовал  | Не участвовал  | Не участвовал  | Не участвовал  | Не участвовал  |
| Наведите курсор мыши на аббревиатуры в заголовке таблицы, чтобы прочесть их расшифровку. |                      |                  |                  |                  |                  |                  |                  |                  |                  |                  |                  |                  |                |                |                |                |                |                |                |                |                |                |                |

### Статистика в колледже
| Сезон                                                                                   | Команда     | GP  | GS  | MPG  | FG%  | 3P%  | FT%  | RPG | APG | SPG | BPG | PPG  |  |
| --------------------------------------------------------------------------------------- | ----------- | --- | --- | ---- | ---- | ---- | ---- | --- | --- | --- | --- | ---- |  |
| 2013/14                                                                                 | Сент-Джозеф | 34  | 34  | 32,6 | 45,8 | 34,6 | 58,3 | 4,5 | 2,7 | 0,9 | 0,6 | 12,1 |  |
| 2014/15                                                                                 | Сент-Джозеф | 31  | 31  | 38,6 | 43,2 | 32,7 | 63,8 | 7,7 | 3,6 | 1,9 | 0,9 | 17,7 |  |
| 2015/16                                                                                 | Сент-Джозеф | 36  | 35  | 37,3 | 47,9 | 26,6 | 65,7 | 7,8 | 4,5 | 1,4 | 0,8 | 17,4 |  |
|                                                                                         | Всего       | 101 | 100 | 36,1 | 45,7 | 31,2 | 62,8 | 6,7 | 3,6 | 1,4 | 0,8 | 15,7 |  |
| Наведите курсор мыши на аббревиатуры в заголовке таблицы, чтобы прочесть их расшифровку |             |     |     |      |      |      |      |     |     |     |     |      |  |